# Otto Buetschli
Johann Adam Otto Bütschli (Buetschli) (Fráncfort del Meno, 3 de mayo de 1848 – Heidelberg, 2 de febrero de 1920) fue un naturalista, zoólogo, botánico, algólogo, pteridólogo, paleontólogo, y profesor en la Universidad de Heidelberg. Se especializaría en la Biología del desarrollo de invertebrados y de insectos. Muchos de los grupos de protistas fueron primeramente reconocidos por él.

## Vida
Buetschli estudia mineralogía y química en la Universidad de Karlsruhe, siendo asistente de Karl von Zittel. Luego de dos semestres en la Universidad de Heidelberg recibe su Ph.D en 1868. Se une a Leuckart en la Universidad de Leipzig; y trabajará por dos años con Möbius en la Universidad de Kiel, aunque mucho de su tiempo entre 1868 a 1876 se desempeña en la Universidad de Fráncfort del Meno.
Para ser habilitado, trabaja en 1876 en la Universidad de Karlsruhe.
En 1878 oposita y gana la cátedra de profesor en la Universidad de Heidelberg sucediendo a Alexander Pagenstecher, y manteniéndose hasta su retiro.

## Obra
- 1924. Vorlesungen über vergleichende anatomie. Volúmenes 4-6. Editores F. Blochmann, C. Hamburger & Julius Springer

- 1908. Festschrift Herrn Geheimen Hofrat Professor Dr. Otto Bütschli zur Feier seines sechzigsten Geburtstages am 3. Mai 1908 ... gewidmet von dankbaren Schülern. Volumen 90 de Zeitschrift für wissenschaftliche Zoologie. Editor W. Engelmann, 677 pp.

- 1901, Mechanismus und Vitalismus[1]

- 1894. Investigations on microscopic foams and on protoplasm ... Reeditó General Books LLC, 2009, 242 pp. ISBN 1150265167

- 1876. Studien über die ersten Entwicklungsvorgänge der Eizelle die Zelltheilung und die Conjugation der Infusorien. Editor Winter, 250 pp.

- La abreviatura «Buetschli» se emplea para indicar a Otto Buetschli como autoridad en la descripción y clasificación científica de los vegetales.[2]